# ساخت به کمک رایانه

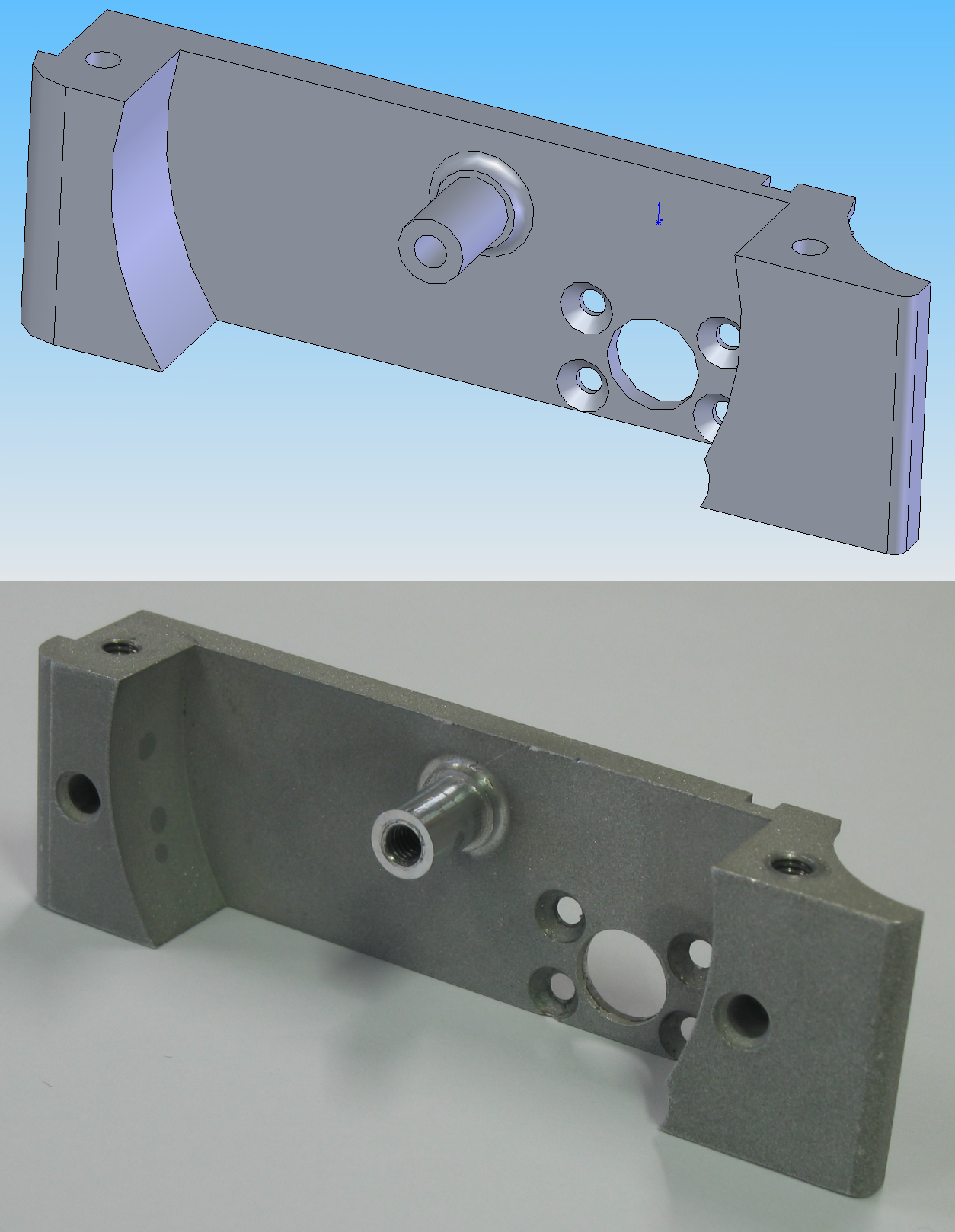
قسمتی از ماشین سی ان سی طراحی شده با اتوکد

ساخت به کمک رایانه یا کَم، (به انگلیسی: Computer Aided Manufacturing) یا تولید به کمک رایانه (به انگلیسی: Computer Aided Production) عبارت است از شبیه‌سازی فرایند ساخت در محیط مجازی و استخراج کدهای مورد نیاز برای ماشین‌های کنترل عددی.
این تکنولوژی با استفاده از توصیف رایانه‌ای و رایانه‌های مرتبط با دستگاه‌های ساخت محصول، مسیر ساخت را طرح‌ریزی و کنترل کرده و به پیش می‌برد. یکی از مهم‌ترین سطوح ساخت به کمک رایانه، NC می‌باشد که توسط دستورهای برنامه‌ریزی شده به کنترل ماشین ابزار در برش، فرز، کوبیدن، پرچ کردن و … می‌پردازد.
واژه CAM مرحله‌ای است که در آن روش ساخت مورد بررسی قرار می‌گیرد و توسط نرم‌افزارهای خاص کدهایی به نام جی کد (G-Cod) به دستگاه می‌فهماند که چه مراحلی را برای ماشین‌کاری باید طی کند که شامل مراحل خشن کاری و فینیشینگ است و توسط استراتژی‌های به خصوص صورت می‌گیرد.
تولید کامپیوترهای کمکی (CAM) استفاده از نرم‌افزار کامپیوتر برای کنترل ابزارهای ماشینی و ماشین آلات مربوط در تولید قطعه‌های کاری است. این تنها تعریفی نیست که برای CAM مورد استفاده قرار می‌گیرد، اما رایج‌ترین آن به‌شمار می‌رود. CAM به استفاده از کامپیوتر برای کمک به همهٔ عملکردهای یک طرح تولیدی، از جمله برنامه‌ریزی، مدیریت، انتقال و ذخیره‌سازی نیز گفته می‌شود. هدف اولیه آن ایجاد روند سریع تر تولید و مؤلفه‌ها و ابزارسازی با ابعادی دقیق تر و هماهنگی بیشتر مواد است، که در بعضی از موارد، تنها از میزان مورد نیازی از مواد خام استفاده می‌کند (در نتیجه هدر رفتن را به حداقل می‌رساند)، درحالی‌که به‌طور هم‌زمان مصرف انرژی را نیز کاهش می‌دهد. امروزه CAM سیستم مورد استفاده در مدارس است و اهداف آموزشی را پایین‌تر می‌آورد. CAM بعد از طرح کمکی کامپیوتر کمکی (CAD) و گاهی مهندسی کامپیوتر کمکی(CAE)، روند کامپیوتر کمکی متعاقب است، البته به عنوان مدل سازمان یافته در CAD و اصلاح شده در CAE می‌تواند در نرم‌افزار CAM وارد شود که سپس ابزار ماشینی را کنترل می‌کند.

## بررسی کلی
از لحاظ سنتی، CAM به عنوان ابزار برنامه‌نویسی کنترل عددی (NC) تلقی می‌شود، آنجا که در مدل‌های ۲بعدی (D-2) یا ۳ بعدی(D-3) مؤلفه‌های سازمان یافته در CADAs بادیگر تکنولوژی‌های کمکی کامپیوتر، CAM نیاز به افراد حرفه‌ای و متخصص همچون مهندسان تولید، برنامه‌نویسان NC، یا ماشین نویسان (سازان) را از بین نمی‌برد، در واقع CAM هر دو ارزش افراد حرفه‌ای تر تولید را از طریق ابزارهای تولیدی پیشرفته، قدرتمند تر می‌کند، درحالی‌که ایجاد مهارت‌های جدید افراد متخصص از طریق مشاهده، شبیه‌سازی و ابزارهای مطلوب‌سازی صورت می‌گیرد.

## تاریخچه
کاربردهای تجاری زیادی از CAM در شرکت‌های بزرگ در صنایع اتومبیل‌سازی و هوا فضا وجود داشته‌اند، برای مثال مطالعه Pierre Beziers، کاربرد CAD/CAM, UNISURF را در ۱۹۶۰ برای طرح بدنه ماشین و ابزارسازی در Renault توسعه داد.
از لحاظ تاریخی، نرم‌افزار CAM نقایصی دارد که سطح بالایی از مشارکت توسعه ماشین سازهای حرفه‌ای CNC را ضروری کرده‌است. Fallows اولین نرم‌افزار CAD را ساخته است، اما این امر کمبودهای زیادی داشته و برای بهتر شدن به مرحله توسعه برگردانده شده‌است.
نرم‌افزار CAM می‌تواند که خروجی برای ماشین‌های با حداقل توانایی داشته باشد، طوری‌که هر کنترل ابزار ماشینی، اضافه شده به Gکد استاندارد، برای افزایش انعطاف‌پذیری تنظیم می‌شود.

## حوزه‌های خاص مرتبط
- ماشین‌های سرعت بالا، شامل خط مسیرهای ابزاری
- ماشین‌های چند کار کردی
- ماشین‌های 5Axis (محوری)
- تشخیص ویژگی و ماشینی بودن
- روندهای ماشینی اتومبیل سازی
- استفادهٔ آسان

## رفع نقایص و کمبودهای گذشته
این امر در ابتدا در سه حوزه اتفاق می‌افتد:
1. استفاده آسان و راحت
2. پیچیدگی تولید
3. ادغام با PLM و شرکت گسترده

### استفاده آسان
برای کاربری که فقط به عنوان یک کاربر CAM شروع به کار می‌کند، قابلیت‌های خارج از حوزه، روند wizards، قالب‌ها، کتابخانه‌ها، کیت‌های ابزار ماشینی، ویژگی خودکار بر اساس ماشینی بودن و کارکرد خاص شغلی را فراهم می‌آورد که اطمینان کاربر و سرعت منحنی را یادگیری را به وجود می‌آورد. اطمینان کاربر بیش از این در مشاهدهٔ 3D از طریق ادغام نزدیک تر با محیط 3D CAD به وجود می‌آید، از جمله مطلوب سازی‌ها و شبیه سازی‌های اجتناب و پرهیز از خطا.

### پیچیدگی تولید
محیط تولید به طرز رو به افزایشی پیچیده است. نیاز به ابزارهای PLM و CAM به‌وسیلهٔٔ مهندس تولید، ماشین ساز یا برنامه‌نویس NC شبیه به نیاز کمک کامپیوتر توسط سیستم‌های مدرن هواپیمایی است. ماشین آلات مدرن نمی‌توانند بدون این کمک به‌طور مناسب استفاده شوند.
سیستم‌های امروزی CAM، میزان کاملی از ابزارهای ماشینی را حمایت می‌کنند، از جمله چرخش، ماشین ۵ محوری و سیم EDM. کاربر امروزی CAM می‌تواند به راحتی مسیرهای ابزار کارآمد را سازمان دهد.
ادغام با PLM و شرکت گستردهٔ LM با ادغام تولید با عملکردهای شرکت از مفهوم در حمایت از حوزهٔ تولید نهایی است.
برای اطمینان از استفادهٔ آسان و مناسب در اهداف کاربر، راه حل‌های مدرن CAM از سیستم CAM تنها به یک مجموعه راه حل 3D چند CAD، کاملاً ادغام شده‌اند. این راه حل‌ها برای برآورده کردن نیازهای پرسنل تولید مطرح شده‌اند، از جمله بخش برنامه‌نویسی، اسناد خرید، مدیریت منبع و مدیریت و تبادل اطلاعات. تا مانع از این شوند که این راه حل‌ها از اطلاعات دقیق خاص ابزاری در مدیریت معتبر ابزار خودداری کنند.

## روند ماشینی
بیشتر روندهای ماشینی در مراحل مختلفی، که هر کدام از آن‌ها توسط تعدادی از استراتژی‌های اصلی و پیچیده اجرا می‌شوند، به نرم‌افزار و مواد موجود بستگی دارند. این مراحل عبارت اند از:

### Roughing
این مرحله با سهم خام، که تحت عنوان billet نیز شناخته می‌شود و بریدن آن برای شکل دادن مدل نهایی بسیار سخت است، شروع می‌شود. در milling، اغلب نتیجه، ظاهری از جایگاه‌ها را ارائه می‌کند، زیرا این استراتژی، مزیت توانایی بریدن به صورت افقی مدل را دارد.
استراتژی‌های رایج عبارتند از: پاک کردن زیگ زاگ، پاک کردن جبرانی، plunge roughing, rest-roughing.

### Semi-f
این روند با قسمت سختی آغاز می‌شود که به طرز نا همواری مدل را شبیه‌سازی می‌کند و در فاصلهٔ جبرانی ثابت از مدل، جدا می‌شود. یک مسیر نیمه اتمامی باید میزان کمی از مواد را از بین برد طوری‌که ابزار بتواند به طرز صحیحی در زمان اتمام کار جدا شود، اما نه آنچنان کم که ابزار و مواد به جای ارسال، بازتاب داشته باشند. از استراتژی‌های رایج می‌توان به این موارد نام برد: مسیرهای raster، مسیرهای خط آبی، مسیرهای روند ثابت، pecil melling.

### Finishing
اتمام کردن شامل گذر آرام طی مواد در مراحلی بسیار خوب، برای انجام بخش نهایی است. در اتمام، مرحلهٔ میان یک مسیر و مسیری دیگر، حداقل است. میزان فرستادن (تقویت کردن) کم هستند و سرعت‌های محوری (محور سرعت) برای ایجاد یک سطح مناسب و درست فراهم می‌آیند.

### Contour milling
در کاربردهای milling در سخت;‌افزارهای ۵ محور یا بیشتر، یک روند اتمام جداگانه که contouring نامیده می‌شود می‌تواند اجرا شود. به جای پایین آمدن در افزایش‌های مناسب به یک سطح تقریبی، یک تکه کاری برای بریدن سطوح از ابزار به ویژگی‌های بخش مناسب می‌چرخد. این امر یک سطح عالی را ایجاد می‌کند که با صحت و بعدی بالا به اتمام می‌رسد.

## نرم‌افزارهای پر کاربرد
- سرف‌کم
- اج‌کم
- مسترکم
- پاورمیل
- پرو/اینجینیر
- زیمنس ان‌ایکس
- کتیا